# 札幌厚別公園競技場
札幌厚別公園競技場（さっぽろあつべつこうえんきょうぎじょう）は、北海道札幌市厚別区の厚別公園内にある陸上競技場。施設は札幌市が所有し、札幌市スポーツ協会が指定管理者として運営管理を行っている。
各種陸上競技大会、サッカーの主要大会、アメリカンフットボールなどが開催される。

## 歴史
1989年に開催された「はまなす国体」秋季大会の主会場として1986年11月に完成。1987年と2023年に昭和62年度全国高等学校総合体育大会・令和5年度全国高等学校総合体育大会（インターハイ）が開催された。
1996年、当時ジャパンフットボールリーグ（旧JFL）に在籍していた東芝サッカー部を母体にコンサドーレ札幌（現・北海道コンサドーレ札幌）が結成されると、そのホームスタジアムとなった。旧JFLに所属していた1996年から1997年の2年間のリーグ戦では、この競技場で21勝0敗という驚異的な成績を残し「厚別不敗神話」とよばれた。2001年に札幌ドームと併用となった後もなお「聖地・厚別」と呼ばれ、このスタジアムを讃えるチャントが当地での試合に限定で歌われる。
なお、コンサドーレ発足前も、ヴェルディ川崎などが公式戦で使用していた。厚別および北海道での初のJリーグの公式戦は、1993年6月12日に行われたサントリーシリーズ第9節のジェフ市原対名古屋グランパスエイトの試合である。
2015年の全日本中学校陸上競技選手権大会に向けて、2014年度に主競技場・補助競技場ともに改修が行われた。この改修においては、補助競技場の全天候走路化が実施され、第3種公認競技場認定を受けた。
2015年からは日本グランプリのひとつである南部忠平記念陸上競技大会が7月に開催されている。
2023年11月で一旦利用を停止し、冬が明けた2024年春から約2年間の期間をかけ、開場以来初となる大規模な改修工事を実施し、この間は閉鎖される。総工費26億円以上を費やし、スタンドの老朽箇所の入れ替え改修工事や、トラックの張替えなどを行い、2026年春ごろのオープンを目指すとしている。なお同時に工事を行う補助競技場は2025年3月まで工事を行い、終了後に利用を再開する予定。

## 施設概要

### 主競技場
- 日本陸上競技連盟第1種公認
  - 北海道内の第1種競技場はこの厚別だけである。
- 収容人員 : 20,861人
  - Jリーグ実施時の最大収容可能人数は、アウェイゾーンとの緩衝帯、中継機材の使用席などを除き15,353人。[12]
  - 開場時はメイン以外は芝生席だったが、1996年バックスタンド、1998年ゴール裏スタンドを座席化。
- ナイター照明設備 : 常設の物はないが、ナイター開催時に備えて照明をクレーン車に搭載したものが4台用意されており、1,500ルクスを確保出来る。
  - ナイター設備が常設ではないのは札幌ドーム完成後、コンサドーレはドームをメインに使用することなどによるコスト削減・抑制が検討されたこと、災害時に救護活動用に活用することを目的として、災害対策費から予算を捻出したためと考えられる[13]。実際、ドーム完成後の当スタジアムでの開催の大半は夏季を中心にした週末のデーゲームが中心で、平日ナイターの試合数は減少しつつある。ただ2022年まで、ドームは北海道日本ハムファイターズとの共用だったため、日程の関係上ドームが使用できない場合も多かった。
  - 2007年J2リーグ第8節（平日ナイトゲーム、アビスパ福岡戦）において、厚別・札幌ドームともに利用ができなかったことから、コンサドーレが移動照明車を借り上げ、室蘭市入江運動公園陸上競技場ないし、宮の沢白い恋人サッカー場（コンサドーレ札幌の練習場）でのナイター開催が検討されたことがあった（最終的には実現せず、開催地は北海道外の国立西が丘サッカー場になった）[14]。厚別の移動照明設備は、災害時などにも対応する必要があるため、1つのスポーツイベントなどのために、札幌市外に持ち出すことができない[13] とされていることもネックとされている。
- 2014年から2015年にかけての改修時に大型ビジョンが設置された[15]。もとは第3コーナー付近に得点と1行の簡易フリーボードを備えた掲示盤があった。（1998年設置　カシマサッカースタジアム、日立柏サッカー場<過去>と同じモデル）
- 陸上用トラック9レーン、天然芝ピッチ
  - 2014年の改修において、直線100mトラックレーンをメインスタンド側に加え、バックスタンド側（出典記事の空撮で向かって右から左に走るコース）にも「逆走コース」として設置した[16]。これは、メインスタンド側が強風により向かい風の状況でレースが行われる場合には記録（走破時計）がかかるなどの支障をきたすことがたびたびあったためである[16]。
  - またこの改修により、日本で9つ目[注 1] となる国際陸上競技連盟（IAAF）の国際大会基準競技場（厚別競技場はクラス2相当）へ認定を申請するとしており[16]、2014年12月18日より認定を受けている[17]。

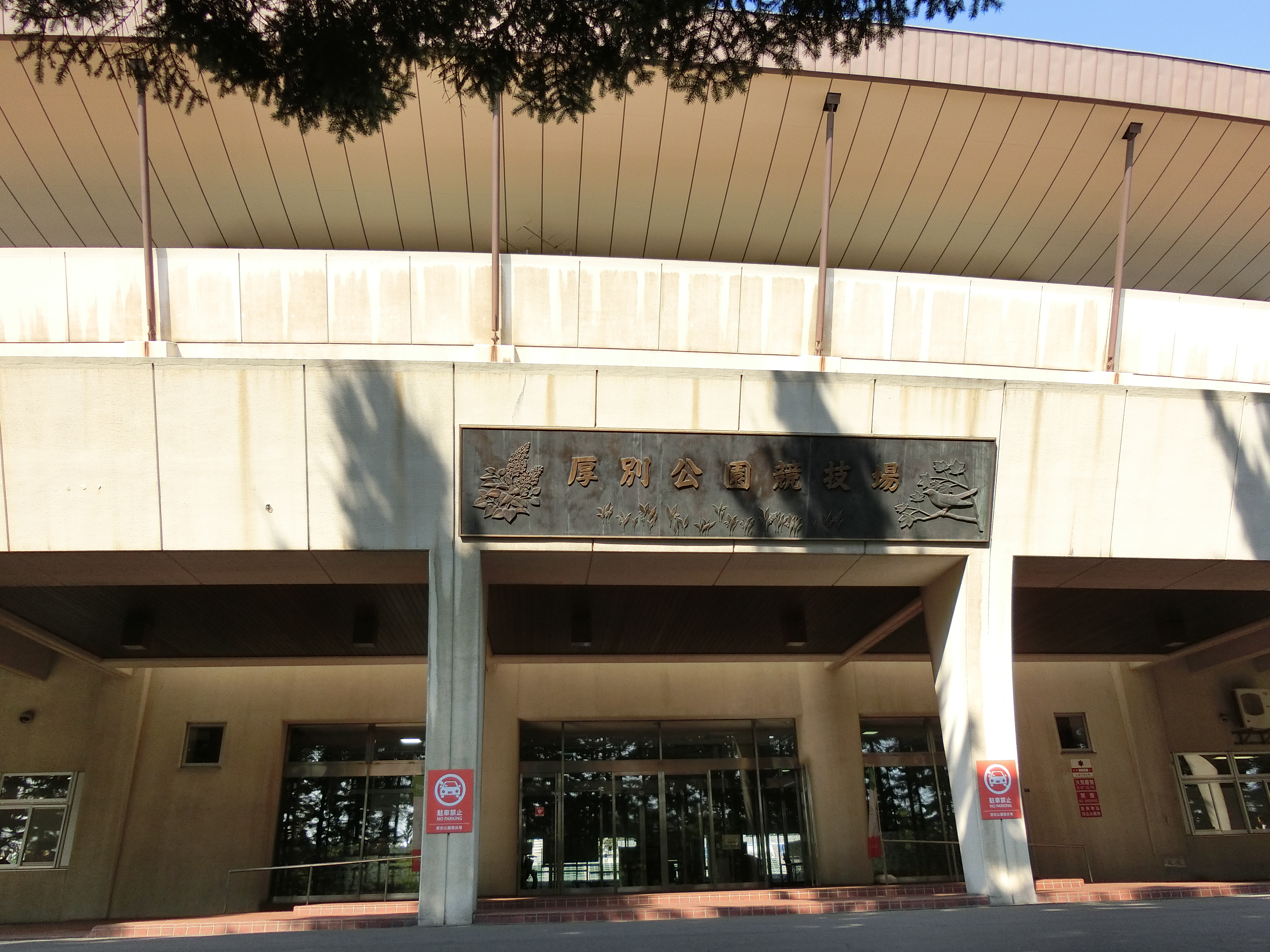
主競技場外観
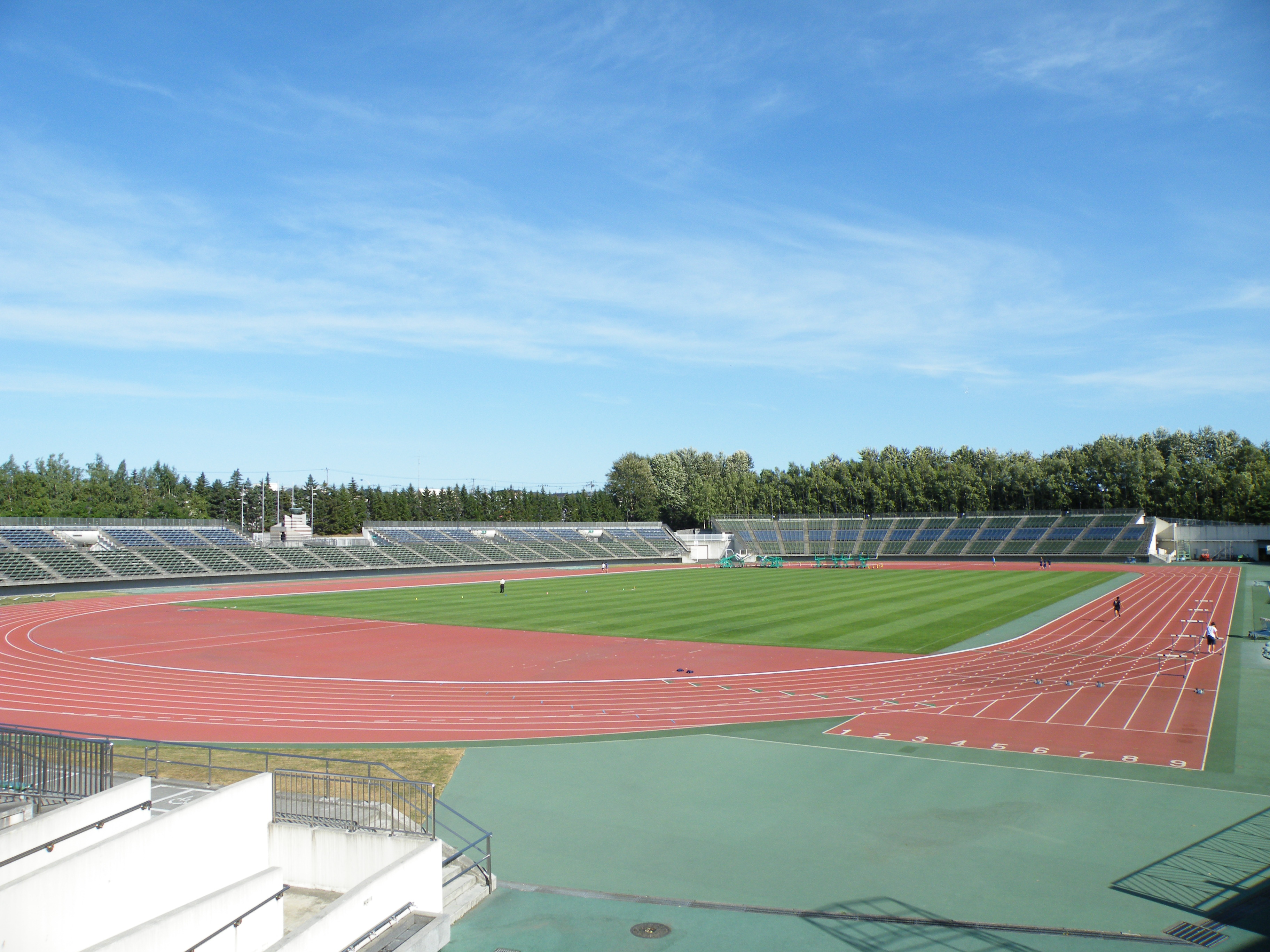
主競技場
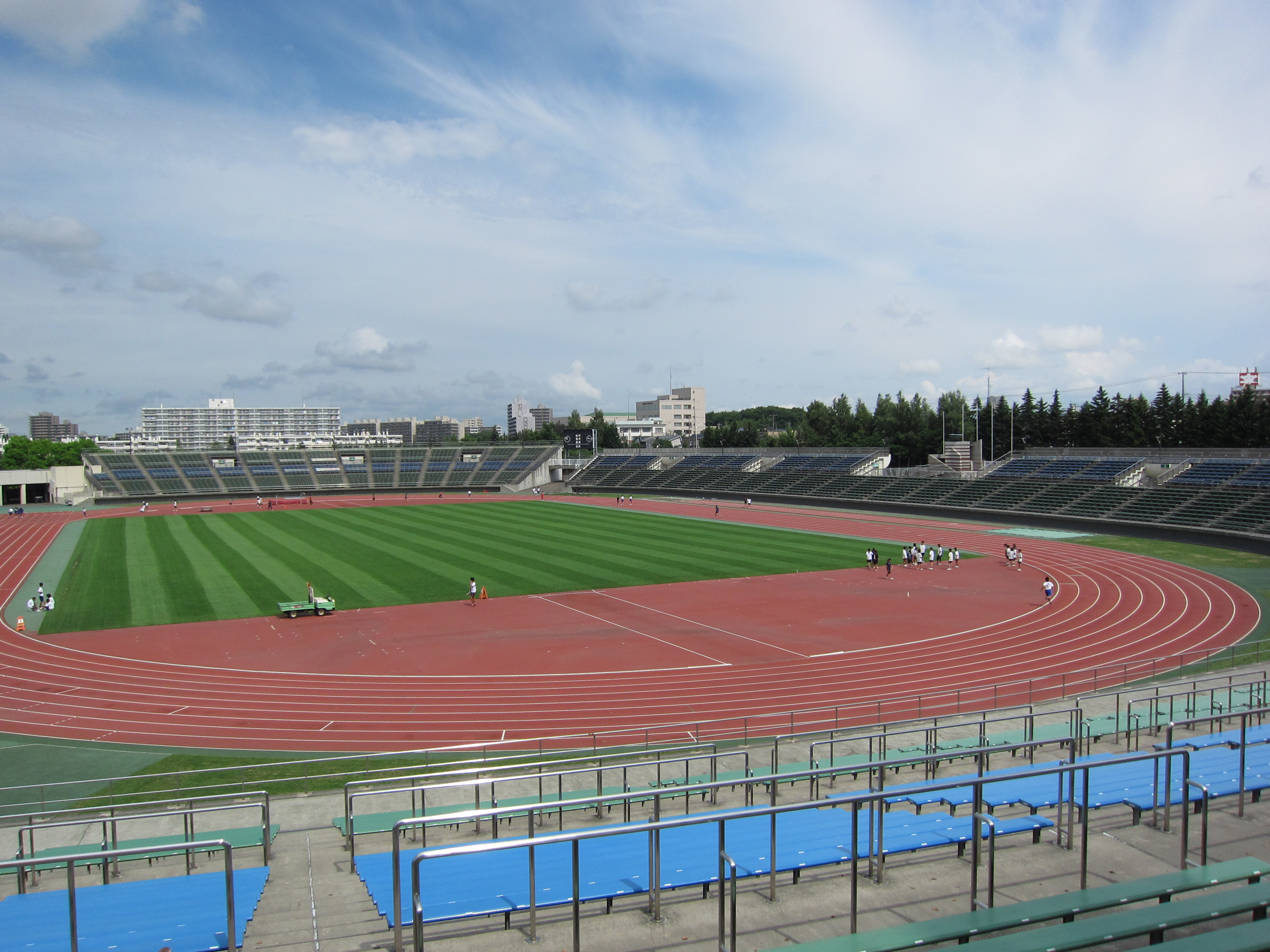
バックスタンド
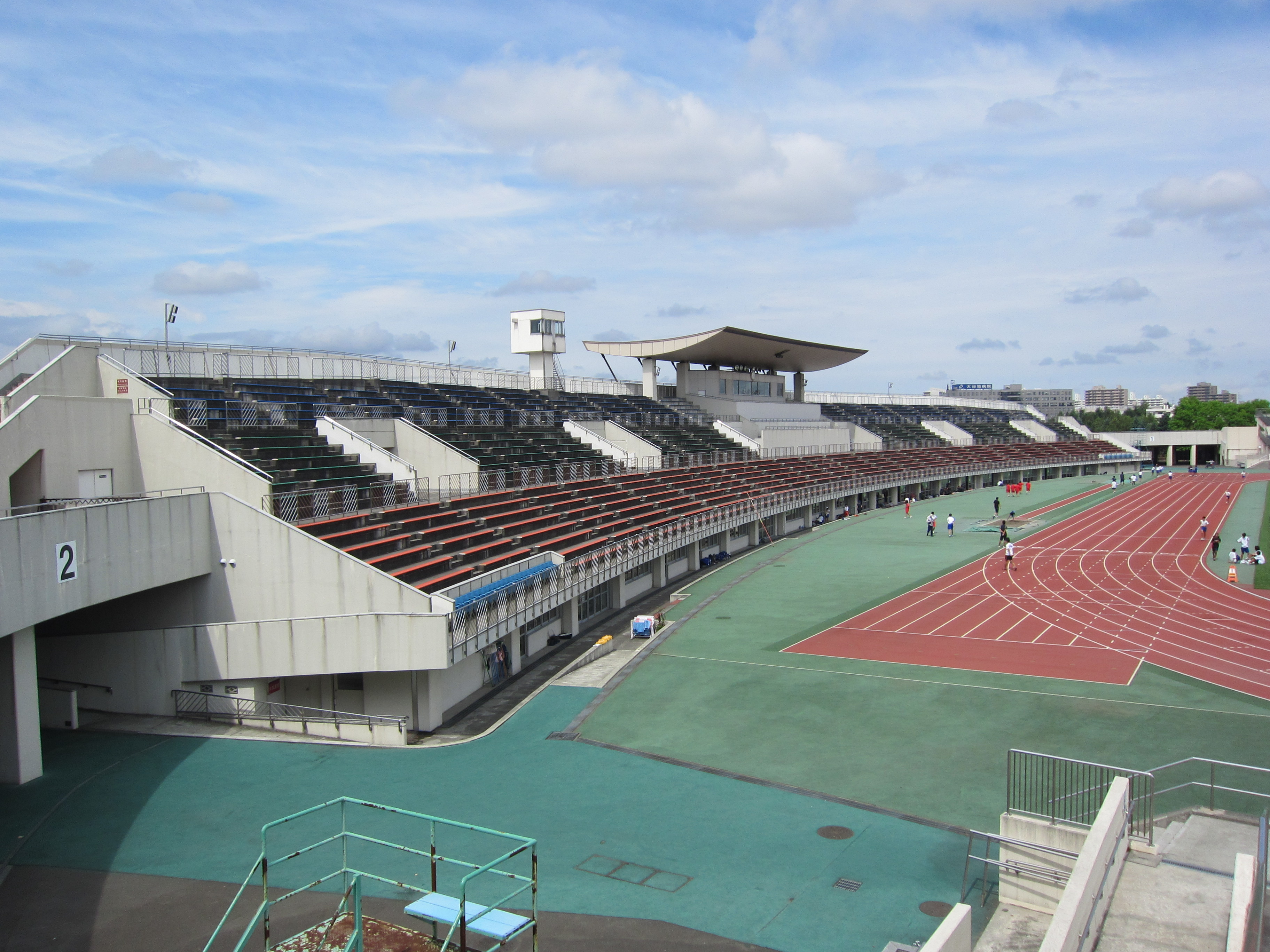
メインスタンド
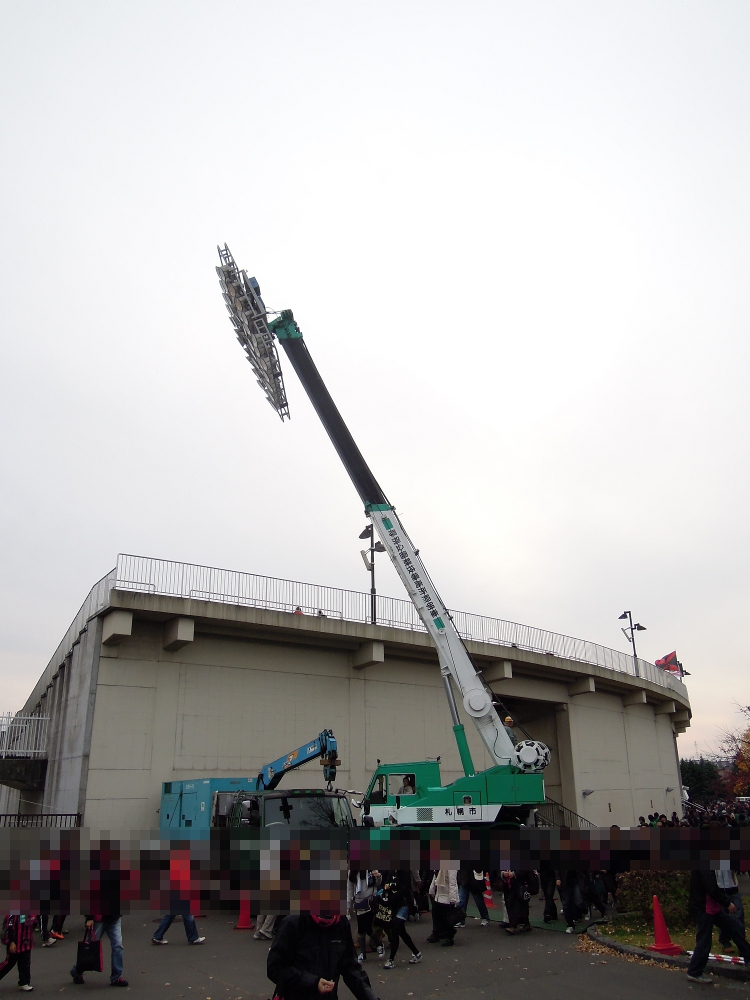
厚別公園競技場に設置された移動照明車

### 補助競技場
前述の通り、2014年から2015年にかけての改修時に補助競技場も改修され、トラックが全天候化された。これは主競技場の第1種公認認定に際しては、補助競技場も全天候型舗装を施し、かつ第3種公認以上の認定を受けることが義務化されたことによる。また2015年4月1日より補助競技場が有料施設となった。
諸元
- 走路：一周400m、6レーン（メインストレートは8レーン）
- 外周舗装路：約600m
- 陸上競技・サッカー・アメリカンフットボールに対応

#### 2015年改修前の諸元
- 収容人員 : 4,000人（全席芝生席）

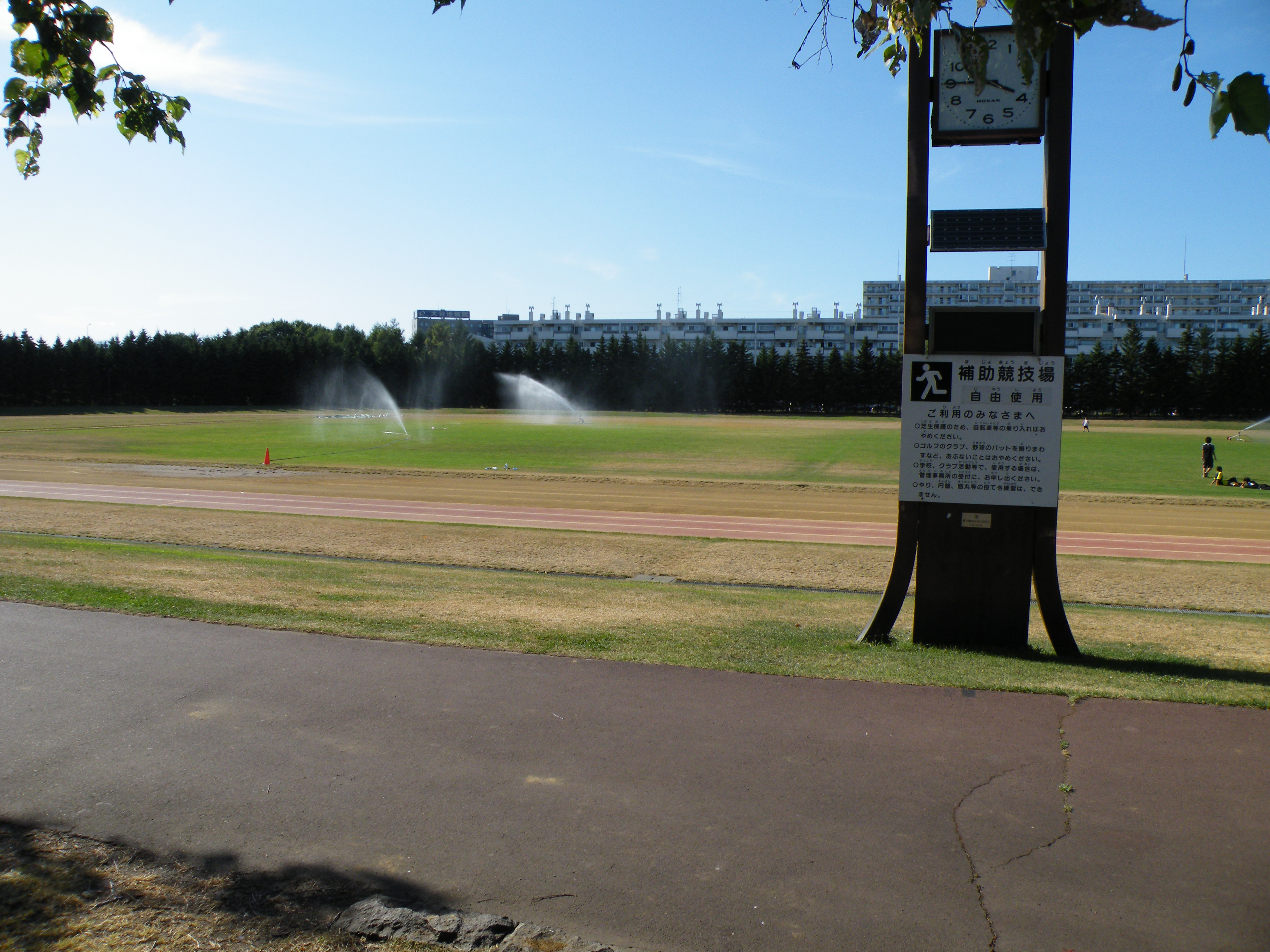
補助競技場

- 主競技場の第3コーナーから第4コーナーの裏にあたる所にある。
- フィールドは天然芝。サイズは100m x 70mで、サッカーの国際規格にはやや足りない。
- トラックはクレー舗装で一周400m6レーン。ウレタン舗装の直線走路3レーンを併設。
- スタンドと周囲を遮る柵やゲートなどはなく、また、スタンドとトラックの間にも、遮るものは一切ない。公式大会などでの占有使用がない限り、競技場全体を誰でも自由に使用することが出来、多くの市民が利用している。

### モニュメント

厚別公園にあるモニュメント「捷」

- 競技場の入り口に厚別公園があり、そこには財団法人日本宝くじ協会より立てられたモニュメントがある。
- 製作者は國松明日香である。

### 使用期間の制限
- 主競技場：4月20日から10月31日まで[18]
  - ただし後述の通り、北海道コンサドーレ札幌のホームゲームについては11月も使用した事例が存在する。
- 補助競技場：4月20日から11月20日まで[8]

## 北海道コンサドーレ札幌のホームスタジアムとしての利用状況
各年の試合開催数の詳細は北海道コンサドーレ札幌の年度別成績一覧#入場者数・主催試合数（年度別・会場別）参照。
- 2001年にホームスタジアムを札幌ドームと併用するようになってから2013年までの間、当競技場でのホームゲーム開催数は、年度別では2002年の3試合が最少、次いで少ないのが2005年と2012年の7試合、それ以外の年は原則として9-12試合程度開催しており、全体の主管試合数では年度により当競技場での試合が多い年もあった。
- なお2014年度のJ2リーグでは先述のクラブライセンス基準を満たしていないという理由[19] により、基準に適合する札幌ドームでの試合を強化する方針から、コンサドーレ主催試合の当競技場での開催は4試合と大幅に減らされた。コンサドーレのウェブサイトの日程表[20] には「施設基準が満たないため、Jリーグの承認を受けての開催となります」と、特例処置としての開催であることを強調している。また「ぴあJリーグ観戦ガイド＜ファンズガイドの後継公認誌＞」では2013年は札幌ドームともども本拠地として記載されているが、2014年は記載が省略されており、2015年からはJリーグの公式届出の本拠地登録も抹消されている[21]。
  - クラブライセンス制度では、競技場の観客席の3分の1相当に屋根を敷設することと、一定数のトイレを設置することが「B等級」の案件（ライセンスは交付するが、それを満たしていない場合は制裁を科すとしている事実上条件付きライセンスに当たる）として定められている。厚別競技場はメインスタンドの一部しか屋根がないため、コンサドーレに対し書面提出を求める「制裁」が科されていた。上記の通り2015年からは本拠地の指定を解除したため、同年度のライセンスにおいては制裁対象から除外されている。
- 以上の理由により、2015年も当競技場での開催は4試合のみ組まれた。しかし、第24節の讃岐戦および第39節の千葉戦の会場が、それぞれ札幌ドームに変更されたため、2015年シーズンの当競技場での開催は過去最少の2試合にとどまった。2016年は開幕時の段階では3試合[22] のみの開催が予定されていたが、第39節の讃岐戦が札幌ドームに会場変更となり、前年と同じ2試合開催にとどまった。
- J1リーグに復帰する2017年は、当初の日程発表ではリーグ戦・ルヴァンカップとも1試合ずつの2試合のみの開催が予定されていたものの、リーグ戦2試合・ルヴァンカップ1試合の開催となった。なお、第29節柏レイソル戦では日本ハムがシーズン5位に終わり、クライマックスシリーズの出場権が無かったことにより札幌ドームが使用できる予定だったが、すでに厚別開催と告知してしまっており、会場を札幌ドームに変更すると再告知のための費用が発生すること、また厚別の芝と柏のサッカーが合わない（よって厚別開催のほうがコンサドーレにとって有利になる）ことを理由に変更しなかった。
- 2018年は、4月25日から7月22日までの間に厚別でリーグ戦4試合・ルヴァンカップ2試合を開催した。この期間は札幌ドームではラグビーワールドカップ2019・2020年東京オリンピックのサッカー競技に向けた芝の張り替えが行われている時期であった[注 2]。さらに、開催場所が未定だった第32節浦和戦の厚別開催が発表され、厚別でのリーグ戦は5試合となった。
- 2019年はラグビーワールドカップの準備と本大会の関係でリーグ戦・リーグカップ戦とも4試合ずつを予定していたが、北海道日本ハムがポストシーズン出場を逃したため、リーグ戦・リーグカップ戦とも1試合ずつの会場を札幌ドームに変更し、厚別は各3試合の合計6試合となった。
- 2020年は当初、東京五輪で札幌ドームがサッカー会場に指定されているため、コンサドーレ主催の20試合（リーグ17・ルヴァン3）のうち7試合[24]（リーグ5[25]・ルヴァン2[26]）が予定されていたが、新型コロナウィルスのためJリーグ共催の公式戦が長期中断し日程の修正が加えられたため、リーグ4・ルヴァン1の5試合の割り振りに変更された（その後ルヴァン杯のベスト8進出が決まったため、プライムステージの準々決勝の1試合が追加され、2020年10月現在においては6試合となっている）[27]。

2023年から、北海道日本ハムファイターズが北広島市・エスコンフィールド北海道に本拠を移し、同年度は主管71試合を同球場で施行することから、コンサドーレは札幌ドームに一本化することが予定されたが、その後発表されたJ1の試合日程では、1試合のみを開催することが発表された。また前述の通り、2024年から老朽化箇所の改修・補強工事を行う都合上、コンサドーレ主管試合はすべて札幌ドームで行う方針であるため、年間シーズンシート の発売に際しても、当競技場と札幌ドームでの全主管試合を対象とした「フルシーズン」と、札幌ドームのみを対象とした「ドームシーズン」の区分分けが行われなくなった。

### 北海道コンサドーレ札幌の11月のホームゲームでの利用
上述の通り、主競技場は原則として10月までしか利用できないものの、北海道コンサドーレ札幌のホームゲームについては11月も使用した事例が存在する（なお2017年現在、12月のコンサドーレのホームゲームに使用した事例は存在しない）。
コンサドーレのホームスタジアムとなった1996年以降、旧JFL所属当時の1996年・1997年には該当例はない（11月にリーグ戦の開催がなく、その他の出場大会でも11月以降はホームゲームを開催していなかった） ものの、Jリーグ参入後の1998年から札幌ドーム完成前の2000年までは毎年使用例がある。札幌ドーム完成後は11月のホームゲームは大部分を札幌ドームで開催しているものの、厚別を利用した例もいくつか存在する。
| リーグ  | 開催日   | 試合結果         | 記録 | 備考                                                                                |
| ------- | -------- | ---------------- | ---- | ----------------------------------------------------------------------------------- |
| J 1998  | 11月3日  | 札幌 3 - 0 神戸  |      |                                                                                     |
| J 1998  | 11月14日 | 札幌 1 - 4 横浜F |      |                                                                                     |
| J2 1999 | 11月14日 | 札幌 0 - 1 大宮  |      |                                                                                     |
| J2 2000 | 11月12日 | 札幌 1 - 1 甲府  |      |                                                                                     |
| J2 2003 | 11月1日  | 札幌 2 - 2 新潟  |      | 札幌ドームではアジア野球選手権を開催                                                |
| J2 2009 | 11月8日  | 札幌 1 - 1 富山  |      | 札幌ドームは日本シリーズのために予約 （ただし、前日に決着して利用はされず）         |
| J2 2011 | 11月12日 | 札幌 2 - 0 大分  |      | 札幌ドームは日本シリーズのために予約 （ただし、日本ハムは日本シリーズに進出できず） |
| J1 2018 | 11月10日 | 札幌 1 - 2 浦和  |      | 札幌ドームではEXILEのライブツアーを開催                                             |

（参考：J. League Data Siteで「開催月：11月,12月、スタジアム：札幌厚別公園競技場」で検索）

## 交通アクセス
- 鉄道：札幌市営地下鉄東西線 大谷地駅より徒歩20分[34]。
- バス（地下鉄東西線 大谷地駅より）：
  - 北海道中央バス（大66）イオンモール札幌平岡行き・（大67）平岡営業所行きに乗車、「平岡9条3丁目」下車徒歩5分
  - 北海道中央バス（大92）緑ヶ丘団地行き・（大94）大曲通北行きに乗車、「厚別公園入口」下車徒歩10分
- バス（地下鉄東西線 新さっぽろ駅・JR千歳線 新札幌駅より）：
  - ジェイ・アール北海道バス（循環 新10）厚別営業所行きに乗車、「厚別公園前」下車徒歩3分
  - 北海道中央バス（新111）・ジェイ・アール北海道バス（循環 新111）新札幌駅行きに乗車、「上野幌2条1丁目」下車徒歩3分
  - 北海道中央バス（新93）緑ヶ丘団地行き、もしくはジェイ・アール北海道バス（循環 新12）新札幌駅行きに乗車、「雇用促進住宅入口」下車徒歩10分

※北海道コンサドーレ札幌の試合開催日には、大谷地駅・新さっぽろ駅からシャトルバスが運行される。

### 大谷地駅から競技場までの徒歩ルート
北海道コンサドーレ札幌の公式サイト では、地下鉄大谷地駅からの徒歩ルートとして、以下の2つを案内している。
1. 大谷地駅から大谷地駅前通を南下、札幌新道手前で左折し歩行者専用路（はまなすロード）に入る。そのまま歩道を進み続けると、U字型に右折しつつスロープを下り、厚別滝野公園通（北海道道341号真駒内御料札幌線～国道274号の道路）の高架をくぐって、第1ゲート（第4コーナー）側に到着する。
2. 厚別滝野公園通手前で左折するまでは上記と同様で、はまなすロードを直進すると右手に厚別滝野公園通が並走するのが見えてくるので、厚別滝野公園通の歩道に入る。直進して次の大谷地東6丁目丁字路で右折し直進すると、補助競技場を経て第4ゲート（第3コーナー）側に到着する。